# フィリップ・スクレーター

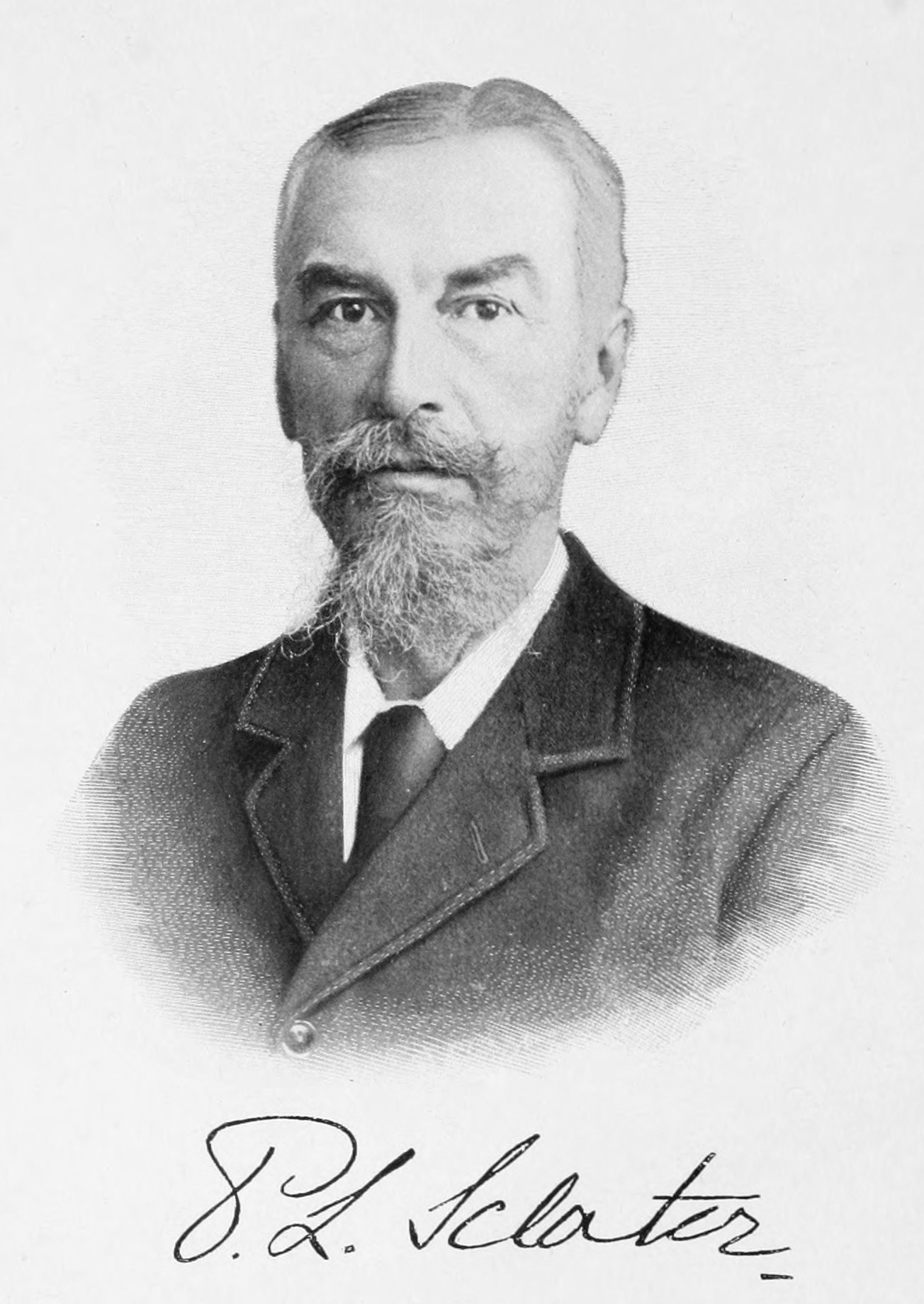
Philip Lutley Sclater 1914

フィリップ・ラトリー・スクレーター（Philip Lutley Sclater FRS FRGS FZS FLS、1829年11月4日 - 1913年6月27日）は、イギリスの鳥類学者。ロンドン動物学会の事務局長を1860年から42年間にわたって務めた。

## 経歴
ハンプシャー州のWootton St Lawrenceで。兄の政治家のベージング卿、ジョージ・スクレーター＝ブース（George Sclater-Booth, 1st Baron Basing）の別荘で生まれた。ホジントン・ハウスで育ち、鳥類に興味を持っていた。オックスフォード大学のウィンチェスター･カレッジやクライスト・チャーチ・カレッジでヒュー・ストリックランド（Hugh Edwin Strickland）に鳥類学を学んだ。
1851年から法律を学び始めるが、1856年にアメリカに渡り、スペリオル湖やミシシッピ川をカヌーで下るなどをして、旅行記、"Illustrated travels"を書いた。フィラデルフィアではスペンサー・フラトン・ベアードやジョゼフ・ライディ、John Cassinらと会った。イギリスに戻ると弁護士を開業する一方、動物学会のミーティングに出席するようになった。1858年にロンドン・リンネ協会の協会誌（Proceedings of the Linnean Society）に 動物地理区を6つに分割する論文を掲載した。この動物地理区は現在も用いられている。1864年には、インド洋を隔てたマダガスカル、インド南部、マレー半島に近縁な生物が見られることを説明するためにインド洋に仮想の大陸レムリアが存在したという説を提出した。
1874年に兄、ジョージ・スクレーター＝ブースの私設秘書となり、公務員になることを薦められたが断った。1875年に科学振興協会の会長を務めた。鳥類学雑誌The Ibisの創刊者で編集者を務め、1860年から1862年の間、ロンドン動物学会の事務局長を務めた。スクレーターの事務所は博物学者が集まる場所となり、多くの人々とつきあった。
スクレーターの鳥類コレクションは9000に達し、1886年に大英博物館に移された。博物館はグールド、オズバート・サルヴィン（Osbert Salvin）やゴドマン（Frederick DuCane Godman）らのコレクションが集められ世界一の規模になった。
著書にはサルヴィンと共著の"Exotic Ornithology" (1866–69)と"Nomenclator Avium" (1873)や、ウィリアム・ハドソンと共著の"Argentine Ornithology" (1888–89)、オールドフィールズと共著の"The Book of Antelopes "(1894–1900) がある。
1901年にオックスフォード大学から、名誉博士号を受けた。